# 赦律
赦律（しゃりつ）とは、文久2年（1862年）に江戸幕府によって制定された恩赦に関する法令をいう。ただし、法令自体の作成は嘉永4年（1851年）である。
恩赦についての規定は律令法以来、様々な法令に規定されてきたが、具体的な範囲や手続などを定めたの法令としては日本最初のものであった。

## 経緯
江戸幕府において恩赦は将軍の大権に属して徳川将軍家や皇室などの慶事・凶事・法事などに際して行われ、その実施には老中・評定所・寺社奉行・勘定奉行・町奉行（三奉行）がこれにあたった。更に徳川将軍家の法事を司った寛永寺・増上寺には恩赦の口添えの権限が与えられていた。
しかし、恩赦そのものが濫発されたうえ、本来政治とは無関係である寛永寺や増上寺による口添えの存在、しかもその口添えは受刑者の家族しかできないなど（独身者には困難である）様々な問題を抱えており、更に個々の受刑者の恩赦の是非は評定所の個別の審議を経たためにその適用基準も曖昧であった。明和9年（1772年）の大火（明和の大火）で評定所が焼失した時に恩赦に関する資料が失われたため、これを補うために文化年間に評定所の幕臣がまとめた恩赦の記録が『大赦律』という名称で評定所において参考資料として用いられたが十分なものではなかった。
そこで嘉永4年（1851年）に老中阿部正弘は寺社奉行脇坂安宅（龍野藩主）・勘定奉行池田頼方・南町奉行遠山景元（金四郎）に命じて恩赦に関する公式な法令を制定することを命じたのである。阿部の意向としては恩赦の公正かつ明確な基準を定めてその濫発を戒め、全ての受刑者にその道を開くことを目的としていた。だが、当時の記録を見るともう1つの目的として公事方御定書にはない恩赦の法令を定める事によって同法の事実上の改正を意図していた事が知られている。
元々江戸幕府の法令は戦国時代の三河松平氏の法令が、徳川家康の天下平定とともに全国規模の法令に発展したものであり、その内容も武断的で厳罰と威嚇をもって犯罪を抑圧する事に重点が置かれて結果責任によって犯罪の成立が論じられる客観主義的な要素が強かった。このため、江戸幕府の刑罰は厳格に傾きがちであった。しかも家康が用いた法令は祖法でありそれを改正する事自体が、家康と幕府を侮辱する反逆的行為であると考える儒教的・保守的な考え方もあり、公事方御定書制定時に一部は緩和されたものの、戦国時代の法体系がそのまま幕末にまで持ち込まれていた。阿部は改正を論じること自体が保守派の刺激をしかねない公事方御定書の改正を避け、恩赦という形式を用いて公事方御定書が定めた刑罰を減刑するという遠まわしな手法で結果的に公事方御定書の改正を図ろうとしたのである。
阿部の意向を受けた3人は「大赦律」などを参照にしつつも旧来の問題点を洗い出し、旧来の恩赦規定をそのまま残すものの、より儀式的なものとして手続の主体を評定所に置くとともに、旧来は縁座のケースも含めて15歳以下の未成年にも課されていた追放などの重罰については直ちに恩赦の対象とするなどの事実上の刑罰の緩和策が盛り込まれた。
ところが編纂の翌年の黒船来航などで内外の情勢が混乱して施行が先延ばしされ、続いて阿部や遠山が急死して保守派の大老井伊直弼が実権を握った事もあって「赦律」は事実上葬り去られてしまう。ところが、編纂から11年後の文久3年3月に突然施行が命じられたのである。これについては編纂に参加した脇坂安宅の老中就任との関係や当時のいわゆる文久の改革との関連性が指摘されるが、その経緯については不明のままである。

## 内容
まず、当時の刑罰は大まかに死刑と遠島・追放などの長期にわたる放逐を行う刑、そして敲や叱りなど判決と同時にその場において執行される刑に分かれていたが、実際の恩赦の対象になりえたのは遠島・追放となった受刑者がほとんどであり、この他に未決囚や死亡した改易などの処分を受けた武士や宗門を追放されるなどの処分を受けた僧侶の名誉回復を求めるもの（ただし、処分前の資格を回復するのみで役職・禄高などが回復する訳ではない）を恩赦などを対象とした。
また、一定の期間既に刑を受けている事も要件とされた。所払は11年、江戸払14年、江戸十里四方追放17年、軽追放20年、中追放23年、重追放26年、遠島29年、非人手下10年、武士や僧侶の処分取消は11年という基準が定められ、これを越える服役をして初めて資格を得たのである。
なお、父の縁座によって処分を受けた子や15歳未満で刑が執行されていない幼年者への恩赦は年限に限らずに恩赦が認められた。なお、社会的に影響が小さい事件については短期でも恩赦が認められ（11年必要なケースでは6年など）、また逆に影響が大きいケースでは認められない場合があった。なお、当時の時代背景を反映して「外国人への犯罪及び外国人と組んで行った犯罪」が恩赦の対象外とされているのは特異な点であると言える。